# Ceradenia ayopayana
Ceradenia ayopayana är en stensöteväxtart som beskrevs av M. Kessler och A. R. Sm. Ceradenia ayopayana ingår i släktet Ceradenia och familjen Polypodiaceae. Inga underarter finns listade.